# Celine Van Gestel
Celine Van Gestel, née le 7 novembre 1997 à Turnhout en Belgique, est une joueuse de volley-ball internationale belge évoluant au poste de réceptionneuse-attaquante,.

## Biographie
En 2018, elle est désignée Joueuse de l'année lors des VolleyProms. Peu après, lors du Pro Master de volley-ball féminin 2018, elle remporte le trophée de meilleure joueuse du tournoi.

## Clubs
- Asterix AVO Beveren (2012–2019)
- Allianz MTV Stuttgart (2019–2020)
- Azzurra Volley Florence (2020–)

## Palmarès

### Équipe nationale
- Challenger Cup :
  -  Finaliste en 2022.

### Clubs
en Belgique
- Championnat de Belgique (6) :
  - Vainqueur : 2014, 2015, 2016, 2017, 2018, 2019.
  - Finaliste : 2013.
- Coupe de Belgique (5) :
  - Vainqueur : 2014, 2015, 2016, 2017, 2018.
  - Finaliste : 2013.
- Supercoupe de Belgique (5) :
  - Vainqueur : 2012, 2014, 2016, 2017, 2018.
  - Finaliste : 2015.

en Allemagne
- Coupe d'Allemagne :
  - Finaliste : 2020.
- Superoupe d'Allemagne :
  - Finaliste : 2019.